# 미셸 멜드럼
미셸 멜드럼(영어: Michelle Meldrum, 1968년 9월 28일 ~ 2008년 5월 21일)은 팬텀 블루와 멜드럼의 멤버로 유명한 미국의 하드 록 기타리스트이다.